# Biserani
Biserani (Nosočice; Gonostomatidae) su porodica dubinskih riba, koje su nedovoljno poznate, ali se pretpostavlja da su u oceanima široko rasprostranjene. Razlog zbog koga su nedovoljno proučene su njihovi osjetljivi kosturi i tkivo, pa kada se izvlače mrežom, tijelo im se toliko ošteti da je prepoznavanje i proučavanje vrlo otežano. Zbog svoje krhke građe, ove ribe su i vrlo lagane; obično ne prelaze dužinu od 5 cm. Njihove karakteristike su tipične za dubinske ribe; posjeduju svijetleće organe i mogu široko otvoriti usta. Sastoji se od osam rodova.

## Razdioba
- Rod Bonapartia Goode & Bean, 1896
  - Bonapartia pedaliota Goode & Bean, 1896..
- Rod Cyclothone Goode & Bean, 1883
  - Cyclothone acclinidens Garman, 1899..
  - Cyclothone alba Brauer, 1906..
  - Cyclothone atraria Gilbert, 1905..
  - Cyclothone braueri Jespersen & Tåning, 1926..
  - Cyclothone kobayashii Miya, 1994..
  - Cyclothone livida Brauer, 1902..
  - Cyclothone microdon (Günther, 1878.).Cyclothone microdon
  - Cyclothone obscura Brauer, 1902..
  - Cyclothone pallida Brauer, 1902..
  - Cyclothone parapallida Badcock, 1982..
  - Cyclothone pseudopallida Mukhacheva, 1964..
  - Cyclothone pygmaea Jespersen & Tåning, 1926..
  - Cyclothone signata Garman, 1899..
- Rod Diplophos Günther, 1873
  - Diplophos australis Ozawa, Oda & Ida, 1990..
  - Diplophos orientalis Matsubara, 1940..
  - Diplophos pacificus (Mukhacheva, 1964.).
  - Diplophos rebainsi Krefft & Parin, 1972..
  - Diplophos taenia Günther, 1873..Diplophos taenia
- Rod Gonostoma Held, 1837
  - Gonostoma atlanticum Norman, 1930..
  - Gonostoma denudatum Rafinesque, 1810..Gonostoma denudatum
- Rod Manducus Goode & Bean, 1896
  - Manducus greyae (Johnson, 1970.).
  - Manducus maderensis (Johnson, 1890.).
- Rod Margrethia Jespersen & Tåning, 1919
  - Margrethia obtusirostra Jespersen & Tåning, 1919..
  - Margrethia valentinae Parin, 1982..
- Rod Sigmops Gill, 1883
  - Sigmops bathyphilus (Vaillant, 1884)
  - Sigmops ebelingi (Grey, 1960.).
  - Sigmops elongatus (Günther, 1878)
  - Sigmops gracilis (Günther, 1878.).
  - Sigmops longipinnis (Mukhacheva, 1972)
- Rod Triplophos Brauer, 1902
  - Triplophos hemingi (McArdle, 1901.).